# Dive Bar Tour
A Dive Bar Tour Lady Gaga amerikai énekesnő promóciós koncertkörútja volt, amelyet a Bud Light amerikai sörmárka szponzorált, ötödik stúdióalbumának, a Joanne-nak (2016) a népszerűsítésére. A három koncertből álló turné során Gaga 2016 októberében egyesült államokbeli bárokban lépett fel. Gaga arra törekedett, hogy új dalait intimebb környezetben adja elő, mint a korábbi turnéi, amelyek arénákban és stadionokban zajlottak, mivel úgy vélte, hogy a kis bárok megragadják a Joanne „nyers amerikai hangulatát”. A fellépések során Gaga számos dalt bemutatott az akkor még készülő albumáról, és személyes történeteket osztott meg a közönséggel. Az újságírók nagyra értékelték a turnét az egyszerűsége miatt, és érzelmesnek találták. Minden koncertet élőben közvetítettek a Bud Light Facebook-oldalán.

## Háttér és kidolgozás
2016. október 21-én jelent meg Lady Gaga ötödik stúdióalbuma, a Joanne, amely a 2014-es Cheek to Cheek című, Tony Bennett-tel közösen készített jazzlemez után a popzenéhez való visszatérését jelentette. A lemezt nagyrészt nagynénje, Joanne Stefani Germanotta inspirálta, aki 19 éves korában halt meg lupus okozta komplikációk következtében. A Joanne-t Gaga első olyan albumaként jellemezték, amely olyan műfajokba merült el, mint a soft rock és a country. A megjelenés előtt Gaga bejelentette, hogy összeáll az amerikai sörmárkával, a Bud Light-tal, hogy az Egyesült Államokban szerte a bárokban nagyon kis tömegek előtt adjon elő dalokat a lemezről, ezzel „karrierje új fejezetét” jelezve. Úgy vélte, hogy a helyszínek kiemelik a készülő album „nyers amerikai hangulatát”.
Gaga arra törekedett, hogy elég közel legyen a közönségéhez, hogy fellépés közben a szemükbe tudjon nézni, hogy „egy természetesebb emberi kapcsolat” alakuljon ki velük, ami a stadionokban és arénákban tartott koncertjein nem volt lehetséges. Később még részletesebben kifejtette döntését, miszerint a „hatalmas” produkciókkal és többszöri jelmezváltással járó turnéi után inkább visszafogottabb előadásokat tart, mondván: „Nem arról van szó, hogy az egészet csak úgy eldobom, mintha azt mondanám: »Itt vagyok, korábban ennyi jelmezem volt, most pedig nincs!«. Hanem, hogy mindezt elkezdjük, visszatekerjük az időt – a naphoz, amikor 19 évesen eldöntöttem, hogy megyek és élem a hátralévő életemet, amit Joanne nem élhetett meg.”
Gaga és a Bud Light együttműködését számos tévéreklámmal reklámozták, amelyek az új albumról korábban nem hallott számok részleteit tartalmazták. A turné előtt arról számoltak be, hogy a közönség egy ismeretlen verseny nyerteseiből áll majd össze, és minden koncertet élőben közvetítenek majd a Bud Light Facebook-oldalán. A koncertek helyszínét titokban tartották, és a belépőket csak röviddel az egyes koncertek előtt adták át a kiválasztott közönség tagjainak, hogy elkerüljék a nagy tömegek megjelenését, akik nem férnének el a kis klubokban. A Dive Bar Tourt 2016. október 5-én, 20-án és 27-én három bárban rendezték meg Nashville-ben, New Yorkban és Los Angelesben. A People szerint az első koncertre, Nashville-ben a Not Impossible csoportot képviselő hallássérülteket hívták meg, akiknek egy „úttörő technológiát” mutattak be, amely „egyedi mellényt, csukló- és bokaszalagokat tartalmazott, amelyek a zenével együtt rezegtek”. Ezenkívül minden dalt jelnyelven adott elő a híres tolmács, Amber Gallego.
2017 júniusában Gaga bejelentette, hogy a következő hónapban egy további koncert erejéig újjáéleszti a turnét. A koncertet, amelyet egy Las Vegas-i bárban terveztek megtartani, később határozatlan időre elhalasztották, majd a Joanne World Tour (2017–2018) próbái miatt törölték. A Bud Light számára Gaga koncertjei jelentették a kezdetét további Dive Bar Tour-fellépéseknek hasonló kis helyszíneken más művészekkel, például John Mayerrel, G-Eazyvel és Post Malone-nal.

## A koncertek összefoglalása
A nashville-i koncertjén, a The 5 Spotban Gaga egy fekete-arany dzsekiben és egy rózsaszín kalapban lépett színpadra, amelyhez egy strasszköves szalag is tartozott. Leült és elkezdte előadni a Sinner’s Prayer-t, miközben egy akusztikus gitárt pengetett, mielőtt a zenekara elkezdte volna játszani a hangszereiket. Az A-Yo-hoz felállt és elektromos gitáron játszott. Miután megkérte a közönséget, hogy az estére hívják őt Joanne-nak, színpadra hívta Hillary Lindsey-t, akivel közösen írt két dalt a Joanne albumra. Ezután együtt adták elő a Million Reasons című számot, a szám élő premierjeként. Az utolsó dalhoz, a Perfect Illusion-höz Gaga levette a kalapot és a dzsekit, és egy crop topban táncolt a színpadon, miközben copfját ide-oda pörgette.

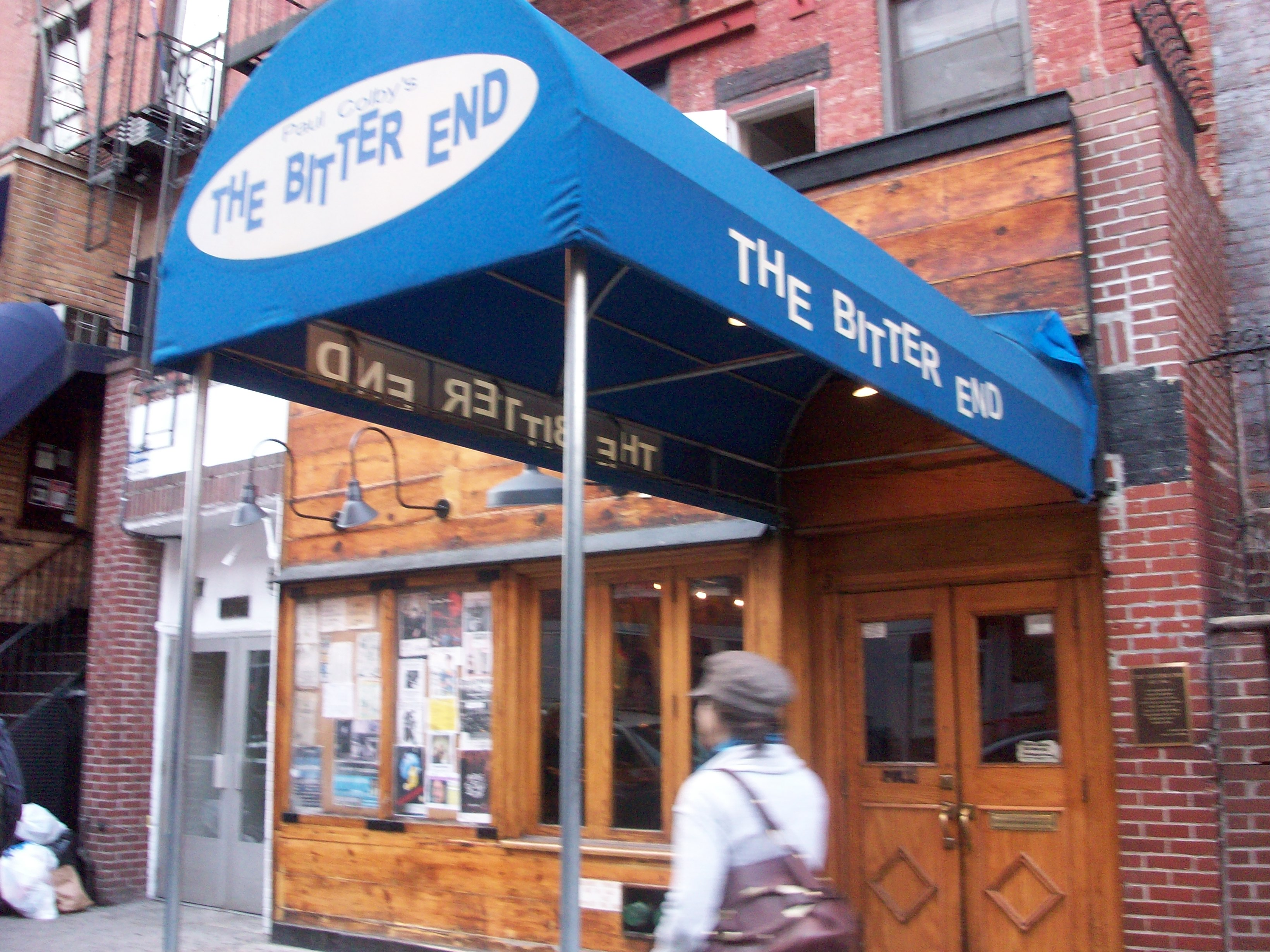
Gaga turnéjának második állomása a New York-i The Bitter End volt, ahol a fő szettje után egy spontán előadást is adott a hely tetején

A New York-i The Bitter Endben Gaga a turné szponzorának, a Bud Lightnak a logójával díszített átlátszó pólót és farmernadrágot viselt. Miután bemutatta a Diamond Heart című számot, felhívta a színpadra Mark Ronsont, aki a Joanne társproducere volt. Együtt adták elő az A-Yo című dalt, mindketten elektromos gitáron játszottak. Gaga ezután megosztotta a közönséggel néhai nagynénje, Joanne történetét, és azt, hogy halála milyen hatással volt a családjára. A róla elnevezett dalt akusztikus gitáron játszva adta elő, és édesapjának ajánlotta. Felhívta Lindsey-t a színpadra, és elmesélte a közönségnek, hogyan írták együtt a következő dalt, a Grigio Girls-t. Gaga ezután barátnőjének, Sonjának ajánlotta a dalt, aki rákkal küzdött, és jelen volt a közönség soraiban. A Million Reasons és a Just Another Day című dalokat Gaga a zongoránál adta elő. A koncert végeztével Gaga a tűzlépcső segítségével felment a bár tetejére, ahol újra előadta a Joanne-t és elénekelte az Angel Down-t a kint álló tömegnek, akik a hely korlátozott befogadóképessége miatt nem tudtak bejutni.
Az utolsó koncert a Los Angeles-i Satellite-ban úgy kezdődött, hogy Gaga két táncosával együtt végigsétált a közönségen, miközben a Come to Mama-t énekelte. Egyforma dzsekiket viseltek, melyekre két betű volt írva, ezekből állt össze a Joanne szó, amikor egymás mellett álltak. Az A-Yo előadása után, amelyhez ismét Ronson csatlakozott a színpadon, Gaga bemutatta új dalát, a John Wayne-t. Ezután megköszönte globális közönségének, hogy megvásárolta a Million Reasons című számot, majd előadta azt. Miután beszédet mondott a szeretet és a tisztelet fontosságáról, elénekelte az Angel Down-t, amelynek szövegét úgy változtatta meg, hogy a dal outrójában a lelőtt Trayvon Martinra utalt. A családjáról való beszélgetés a Joanne előadásához vezetett. Az utolsó dal, a Perfect Illusion eléneklése előtt Gaga fehér crop topot és farmer rövidnadrágot vett fel. Az előadás alatt a tömegbe ugrott és sört öntött a fejére.

## A kritikusok értékelései
Gaga nashville-i fellépését értékelve Jewly Hight a Billboardtól úgy vélekedett, hogy a Dive Bar Tour „visszatérés a szerény előadói gyökereihez” és „kísérlet arra, hogy hogyan mutatja be zenéjét és önmagát”. Hozzátette, hogy „a szerdai koncertből ítélve Gaga legutóbbi újjáalakulása az érzelmi közvetlenségre épül, és ha tőle származik, ez is nagyot üt”.
Miután részt vett a New York-i koncerten, Yohana Desta, a Vanity Fair munkatársa azt írta, hogy „a show Gaga legjobb tulajdonságai közül néhányat mutatott: erős énekhang, odaadó előadás, átélt érzelmek (úgy tűnt, hogy az est bizonyos részein könnyekre fakadt, ami néhány rajongót is könnyekre késztetett)”. Kiemelte a Just Another Day című szám előadását, „amelyben az énekesnő a zongora mögé bújt, lábát a hangszerre támasztotta egy védjegyszerű mozdulattal”, valamint Gaga rögtönzött fellépését a bár tetején, mint a show legemlékezetesebb részeit.
Eve Barlow, az LA Weekly munkatársa a Los Angeles-i koncertet értékelte, és „őrületesnek” nevezte, hogy „a világ egyik legnagyobb szupersztárját egy mindössze 300 fős teremben” láthatta, és nagyra értékelte a lehetőséget, hogy testközelből láthatta őt, ami a stadionméretű koncertjein nem volt lehetséges. Hozzátette, hogy „a szettje úgy fut végig az érzelmeken, ahogy a musicalekben a jelenetek”, miközben úgy vélte, hogy „30 éves korára úgy tűnik, hogy maga mögött hagyta a 20-as évei bizonyos pózait, [...] tiszta színház maradt, egy egyszemélyes Annie Get Your Gun”.

## Dallista

### Nashville
1. Sinner’s Prayer
2. A-Yo
3. Million Reasons
4. Perfect Illusion

### New York
1. Diamond Heart
2. A-Yo
3. Joanne
4. Grigio Girls
5. Million Reasons
6. Just Another Day

Megjegyzés: Az előadás után Gaga újra előadta a Joanne-t és az Angel Down-t a bár tetején a kinti közönségnek.

### Los Angeles
1. Come to Mama
2. A-Yo
3. John Wayne
4. Million Reasons
5. Angel Down
6. Joanne
7. Perfect Illusion

## A turné állomásai
| 2016. október 5.  | Nashville     | Egyesült Államok | The 5 Spot     |
| 2016. október 20. | New York City | Egyesült Államok | The Bitter End |
| 2016. október 27. | Los Angeles   | Egyesült Államok | The Satellite  |

### Törölt koncertek
| Dátum            | Város     | Ország           | Ok                                                   |
| ---------------- | --------- | ---------------- | ---------------------------------------------------- |
| 2017. július 13. | Las Vegas | Egyesült Államok | Ütemezési problémák a Joanne World Tour próbái miatt |

## Fordítás
- Ez a szócikk részben vagy egészben  a   Dive Bar Tour című angol Wikipédia-szócikk fordításán alapul.  Az eredeti cikk szerkesztőit annak laptörténete sorolja fel. Ez a jelzés csupán a megfogalmazás eredetét és a szerzői jogokat jelzi, nem szolgál a cikkben szereplő információk forrásmegjelöléseként.